# 葉月みお
葉月 みお（はづき みお、1990年3月28日- ）は、日本のAV女優。

## 略歴
- 2009年にAVデビュー。
- 身長162センチ、体重35キロ。スリーサイズはB68/W54/H72。

## 作品

### アダルトビデオ
※掲載されている作品の中には複数のAV女優が出演しているものがあります
2009年
- 首都圏援交 60（4月1日、プレステージ）
- 卒業アルバムで一番かわいい、憧れのあのコと燃えるような熱いSEXがしたい!!（4月4日、SODクリエイト）
- 微乳美少年な少女に極太チ○ポを…（4月18日、サディスティックヴィレッジ）
- サポ希望 ＠02 下北沢 ［みお］（5月22日、I.B.WORKS）
- スゴ～く！制服の似合う素敵な娘 みお（5月25日、オーロラプロジェクト）
- 絞め疵痕に螺旋が塞ぎ痙攣（6月1日、天奇）
- アルバイト美少女 VOL.5（7月15日、K-Tribe）
- スゴ～く！制服の似合う素敵な娘 みお 2（7月25日、オーロラ・プロジェクト）
- 妹夜這い盗撮 2（8月28日、I.B.WORKS）
- 秋の妄想祭 リアルドキュメンタリースペシャル（9月5日、SODクリエイト）
- プライベート ヒミツの性癖 みお（10月25日、おやじPrivate）
- 純白 放課後スク水倶楽部 みお 1*歳（11月4日、グレイズ）
- Men’s コンビニエンス2 （性感エステ:手コキフェラED治療院）（12月2日、グレイズ）
- しばられたい わたし、ただのオモチャで、いいんです。 みお（12月15日、ドリームチケット）

2010年
- 日本一スレンダーなオンナノコ（1月21日、人間考察）
- ロリータ中出し強姦（2月26日、TMA）
- 貧乳縞パンツインテール (3月12日、 TMA)
- 少女クロロホルム監禁レイプ 2枚組8時間 (3月26日、 I.B.WORKS)
- 鼻フックと 清純美少女と 鼻発射でアナタも抜いてみませんか? (5月19日、ジェントルマン/妄想族)
- JKスクール水着 2枚組8時間 (6月18日、 グレイズ)